# 津承铁路
津承铁路，是连接天津市和河北省承德市正在规划中的铁路。该项目已被列入《天津市河北省深化经济与社会发展合作框架协议》中，确定由双方共同推动项目前期和建设工作，现已委托铁道第三勘察设计院集团有限公司开展地区总图规划方案研究工作。